# Danh sách phim điện ảnh Việt Nam có doanh thu cao nhất theo năm
Dưới đây là các danh sách phim điện ảnh Việt Nam có doanh thu cao nhất được sắp xếp theo số lượng doanh thu trên toàn quốc theo mỗi năm bắt đầu từ năm 2015 theo số liệu từ Box Office Việt Nam, một đơn vị thống kê phòng vé độc lập.

## Thập niên 2010

### Năm 2015
| Thứ hạng | Phim                           | Đạo diễn           | Diễn viên chính                                                                           | Doanh thu (tỉ đồng) |
| -------- | ------------------------------ | ------------------ | ----------------------------------------------------------------------------------------- | ------------------- |
| 1        | Em là bà nội của anh           | Phan Gia Nhật Linh | Miu Lê, Ngô Kiến Huy, Minh Đức, Thanh Nam, Hứa Vĩ Văn, Hồng Ánh, Đức Khuê, Thu Trang      | 102                 |
| 2        | Tôi Thấy Hoa Vàng Trên Cỏ Xanh | Victor Vũ          | Thịnh Vinh, Trọng Khang, Lâm Thanh Mỹ, Lê Vinh, Trương Tử Liên, Nguyễn Anh Tú, Khánh Hiền | 78                  |
| 3        | Lật mặt                        | Lý Hải             | Lý Hải, Trường Giang, Võ Thành Tâm, Kim Xuân                                              | 72                  |
| 4        | 49 Ngày                        | Nhất Trung         | Trường Giang, Nhã Phương, La Thành, Kim Xuân                                              | 67                  |
| 5        | Ma dai                         | Đức Thịnh          | Đức Thịnh, Ngân Khánh, Thái Hòa, Hari Won, Kiều Oanh                                      | 60                  |

### Năm 2016
| Thứ hạng | Phim                    | Đạo diễn                | Diễn viên chính                                                                | Doanh thu (tỉ đồng) |
| -------- | ----------------------- | ----------------------- | ------------------------------------------------------------------------------ | ------------------- |
| 1        | Lật mặt 2: Phim trường  | Lý Hải                  | Lý Hải, Hứa Minh Đạt, Quốc Thuận, Hiếu Nguyễn, Khả Ngân                        | 80                  |
| 2        | Tấm Cám: Chuyện chưa kể | Ngô Thanh Vân           | 365, Hạ Vi, Ngô Thanh Vân, Ninh Dương Lan Ngọc, Hữu Châu, Ngọc Giàu, Ngọc Trai | 67                  |
| 3        | Nắng                    | Đồng Đăng Giao          | Kim Thư, Thu Trang, Kiều Minh Tuấn, Trấn Thành, Hoài Linh                      | 66                  |
| 4        | Taxi, em tên gì?        | Đức Thịnh, Đinh Tuấn Vũ | Trường Giang, Angela Phương Trinh, Khánh Hiền...                               | 47                  |
| 5        | Bệnh viện ma            | Võ Thanh Hòa            | Trấn Thành, Hari Won, Tiến Luật, Thu Trang...                                  | 44                  |

### Năm 2017
| Thứ hạng | Phim                  | Đạo diễn                 | Diễn viên chính                                                                                     | Doanh thu (tỉ đồng) |
| -------- | --------------------- | ------------------------ | --------------------------------------------------------------------------------------------------- | ------------------- |
| 1        | Em chưa 18            | Lê Thanh Sơn             | Kiều Minh Tuấn, Kaity Nguyễn, Will 365, Châu Bùi, Quang Minh, Nguyễn Chánh Tín                      | 171                 |
| 2        | Cô gái đến từ hôm qua | Phan Gia Nhật Linh       | Ngô Kiến Huy, Miu Lê, Jun Phạm, Hoàng Yến Chibi, Lê Hạ Anh, Lan Phương                              | 70                  |
| 3        | Cô Ba Sài Gòn         | Trần Bửu Lộc, Kay Nguyễn | Ninh Dương Lan Ngọc, NSND Hồng Vân, Ngô Thanh Vân, Diễm My 9x, Diễm My 6x, Oanh Kiều, S.T Sơn Thạch | 60                  |
| 4        | Nắng 2                | Đồng Đăng Giao           | Thu Trang, Trấn Thành, Kiều Minh Tuấn, Miu Lê                                                       | 40                  |
| 5        | Mẹ Chồng              | Lý Minh Thắng            | Thanh Hằng, Diễm My, Lan Khuê, Midu, Lâm Vinh Hải, Song Luân, Quốc Cường...                         | 39                  |

### Năm 2018
| Thứ hạng | Phim                       | Đạo diễn          | Diễn viên chính                                     | Doanh thu (tỉ đồng) |
| -------- | -------------------------- | ----------------- | --------------------------------------------------- | ------------------- |
| 1        | Siêu sao siêu ngố          | Đức Thịnh         | Trường Giang, Đức Thịnh, Thanh Thúy, Sam            | 109                 |
| 2        | Chàng vợ của em            | Charlie Nguyễn    | Thái Hòa, Phương Anh Đào, Thanh Trúc, Hứa Vĩ Văn    | 87                  |
| 3        | Lật Mặt 3: Ba Chàng Khuyết | Lý Hải            | Huy Khánh, Kiều Minh Tuấn, Song Luân...             | 86                  |
| 4        | Tháng năm rực rỡ           | Nguyễn Quang Dũng | Jun Vũ, Tuyền Mập, Lan Phương...                    | 84                  |
| 5        | 798 Mười                   | Dustin Nguyễn     | Thu Trang, Kiều Minh Tuấn, Dustin Nguyễn, Nam Em... | 60                  |

### Năm 2019
| Thứ hạng | Phim                    | Đạo diễn    | Diễn viên chính                                                                      | Doanh thu (tỉ đồng) |
| -------- | ----------------------- | ----------- | ------------------------------------------------------------------------------------ | ------------------- |
| 1        | Cua lại vợ bầu          | Nhất Trung  | Trấn Thành, Ninh Dương Lan Ngọc, Bùi Anh Tú, NSƯT Hữu Châu, Mạc Văn Khoa, Khả Như... | 192                 |
| 2        | Mắt biếc                | Victor Vũ   | Trần Nghĩa, Trúc Anh, Trần Phong, Khánh Vân, Thảo Tâm...                             | 180                 |
| 3        | Hai Phượng              | Lê Văn Kiệt | Ngô Thanh Vân, Cát Vy, Phan Thanh Nhiên, Phạm Anh Khoa, Trần Thanh Hoa...            | 130                 |
| 4        | Lật Mặt 4: Nhà Có Khách | Lý Hải      | Katleen Phan Võ, Jay Quân, Huy Khánh, Mạc Văn Khoa, Hoàng Mèo, Tiến Ngô              | 118                 |
| 5        | Trạng Quỳnh             | Đức Thịnh   | Quốc Anh, Trấn Thành, Nhã Phương...                                                  | 100                 |

## Thập niên 2020

### Năm 2020
| Thứ hạng | Phim                        | Đạo diễn             | Diễn viên chính                                                                       | Doanh thu (tỉ đồng) |
| -------- | --------------------------- | -------------------- | ------------------------------------------------------------------------------------- | ------------------- |
| 1        | Tiệc trăng máu              | Nguyễn Quang Dũng    | Thái Hòa, Thu Trang, Kiều Minh Tuấn, Kaity Nguyễn, Đức Thịnh, Hứa Vĩ Văn, Hồng Ánh... | 175                 |
| 2        | Gái già lắm chiêu 3         | Nam Cito và Bảo Nhân | Ninh Dương Lan Ngọc, Lê Khanh, Hồng Vân, Lê Xuân Tiền, Jun Vũ, Bình An...             | 165                 |
| 3        | Chị Mười Ba: 3 Ngày Sinh Tử | Võ Thanh Hòa         | Thu Trang, Tiến Luật, Kiều Minh Tuấn, Anh Tú...                                       | 108                 |
| 4        | Ròm                         | Trần Thanh Huy       | Trần Anh Khoa, Nguyễn Phan Anh Tú, Wowy, Cát Phượng, Mai Thế Hiệp...                  | 64                  |
| 5        | Đôi Mắt Âm Dương            | Nhất Trung           | Bảo Thanh, Thu Trang, Quốc Trường...                                                  | 61                  |

### Năm 2021
| Thứ hạng | Phim                                          | Đạo diễn                 | Diễn viên chính                                                                                        | Doanh thu (tỉ đồng) |
| -------- | --------------------------------------------- | ------------------------ | --- | ------------------- |
| 1        | Bố già                                        | Vũ Ngọc Đãng, Trấn Thành | Trấn Thành, Tuấn Trần, Ngân Chi,Ngọc Giàu, Lê Giang, Hoàng Mèo, Lan Phương                             | 427                 |
| 2        | Lật mặt 5: 48h                                | Lý Hải                   | Võ Thành Tâm, Ốc Thanh Vân, Huỳnh Đông, Mạc Văn Khoa, Lê Hạ Anh, Lý Hải                                | 157                 |
| 3        | Gái già lắm chiêu V: Những cuộc đời vương giả | Namcito, Bảo Nhân        | Lê Khanh, Kaity Nguyễn, Khương Lê, Hồng Vân, Hoàng Dũng, Lê Khánh...                                   | 55                  |
| 4        | Thiên thần hộ mệnh                            | Victor Vũ                | Trúc Anh, Salim, Samuel An, Amee...                                                                    | 41                  |
| 5        | Trạng Tí phiêu lưu ký                         | Phan Gia Nhật Linh       | Huỳnh Hữu Khang, Trần Đức Anh, Phan Bảo Tiên, Vương Hoàng Long, Nguyễn Ngọc Kim Thư, Thái Hoàng Duy... | 22                  |

### Năm 2022
| Thứ hạng | Phim              | Đạo diễn           | Diễn viên chính                                                                                 | Doanh thu (tỉ đồng) |
| -------- | ----------------- | ------------------ | ----------------------------------------------------------------------------------------------- | ------------------- |
| 1        | Em và Trịnh       | Phan Gia Nhật Linh | Avin Lu, Trần Lực, Phạm Nguyễn Lan Thy, Hoàng Hà, Phạm Nhật Linh, Bùi Lan Hương, Trọng Trinh... | 100                 |
| 2        | Bẫy ngọt ngào     | Đinh Hà Uyên Thư   | Bảo Anh, Minh Hằng, Diệu Nhi, Thuận Nguyễn, Quốc Trường...                                      | 83                  |
| 3        | Nghề siêu dễ      | Võ Thanh Hòa       | Thu Trang, Tiến Luật, Kiều Minh Tuấn, Quang Tuấn...                                             | 70                  |
| 4        | Chìa khóa trăm tỷ | Võ Thanh Hòa       | Thu Trang, Kiều Minh Tuấn, Jun Vũ...                                                            | 68                  |
| 5        | Chuyện ma gần nhà | Trần Hữu Tấn       | Lê Bê La, Mạc Can, Vân Trang, Khả Như...                                                        | 58                  |

### Năm 2023
| Thứ hạng | Phim                        | Đạo diễn          | Diễn viên chính                                                                                   | Doanh thu (tỉ đồng) |
| -------- | --------------------------- | ----------------- | ------------------------------------------------------------------------------------------------- | ------------------- |
| 1        | Nhà bà Nữ                   | Trấn Thành        | Trấn Thành, Khả Như, Lê Giang, Song Luân, Huỳnh Uyển Ân, Ngọc Giàu, Việt Anh, Lê Dương Bảo Lâm... | 475                 |
| 2        | Lật Mặt 6: Tấm vé định mệnh | Lý Hải            | Lý Hải, Quốc Cường, Trung Dũng, Huy Khánh, Thanh Thức, Trần Kim Hải, Huỳnh Thi, Diệp Bảo Ngọc...  | 273                 |
| 3        | Đất rừng phương Nam         | Nguyễn Quang Dũng | Huỳnh Hạo Khang, Bùi Lý Bảo Ngọc, Đỗ Kỳ Phong, Tuấn Trần, Trấn Thành, Băng Di, Hứa Vĩ Văn...      | 140                 |
| 4        | Siêu lừa gặp siêu lầy       | Võ Thanh Hòa      | Anh Tú, Ngọc Phước, Mạc Văn Khoa, Cát Tường...                                                    | 122                 |
| 5        | Chị chị em em 2             | Vũ Ngọc Đãng      | Minh Hằng, Ngọc Trinh, Lê Giang...                                                                | 121                 |

### Năm 2024
| Thứ hạng | Phim                    | Đạo diễn         | Diễn viên chính                                                                                | Doanh thu (tỉ đồng) |
| -------- | ----------------------- | ---------------- | ---------------------------------------------------------------------------------------------- | ------------------- |
| 1        | Mai                     | Trấn Thành       | Phương Anh Đào, Tuấn Trần, Hồng Đào, Trấn Thành, Ngọc Giàu, Khả Như, Huỳnh Uyển Ân, Anh Đức... | 551                 |
| 2        | Lật mặt 7: Một điều ước | Lý Hải           | Thanh Hiền, Trương Minh Cường, Đinh Y Nhung, Quách Ngọc Tuyên, Trâm Anh, Trần Kim Hải...       | 483                 |
| 3        | Làm Giàu Với Ma         | Trung Lùn        | Hoài Linh, Tuấn Trần, Diệp Bảo Ngọc, Lê Giang, Quang Minh, La Thành, Hoàng Phi                 | 128                 |
| 4        | Ma da                   | Nguyễn Hữu Hoàng | Việt Hương, Dạ Chúc, Trung Dân, Cẩm Ly, Hoàng Mèo...                                           | 127                 |
| 5        | Cám                     | Trần Hữu Tấn     | Lâm Thanh Mỹ, Rima Thanh Vy, Thúy Diễm, Quốc Cường, Hải Nam, Trần Doãn Hoàng...                | 117                 |

### Năm 2025
| Thứ hạng | Phim                          | Đạo diễn   | Diễn viên | Doanh thu (tỉ đồng) |
| -------- | ----------------------------- | ---------- | --- | ------------------- |
| 1        | Bộ tứ báo thủ                 | Trấn Thành | Tiểu Vy, Trần Quốc Anh, Kỳ Duyên, Lê Dương Bảo Lâm, Trấn Thành, Lê Giang, Uyển Ân | 332                 |
| 2        | Thám tử Kiên: Kỳ án không đầu | Victor Vũ  | Quốc Huy, Đinh Ngọc Diệp, Quốc Anh, Anh Phạm, Minh Anh, NSƯT Xuân Trang, NSND Mỹ Uyên... | 249                 |
| 3        | Nhà gia tiên                  | Huỳnh Lập  | Huỳnh Lập, Phương Mỹ Chi, Hạnh Thúy, Puka, Huỳnh Đông, Kiều Linh, Lê Nam, Đào Anh Tuấn, Chí Tâm | 243                 |
| 4        | Lật mặt 8: Vòng tay nắng      | Lý Hải     | NSƯT Kim Phương, Long Đẹp Trai, NSƯT Tuyết Thu, Quách Ngọc Tuyên, Đoàn Thế Vinh, Hồng Thu, Yuno Bigboi, Anh Tú Wilson, Bảo Ngọc, Tín Nguyễn, Hồ Đông Quan, Lê Tuấn Khang, Cherry Hải My, Rio Hạo Nhiên... | 232                 |
| 5        | Nụ hôn bạc tỷ                 | Thu Trang  | Thu Trang, Đoàn Thiên Ân, Lê Xuân Tiền, Ma Ran Đô, Tiến Luật, Võ Tấn Phát, Hoàng Phi, Huy Khánh | 212                 |